# Androtion (historien)
Pour les articles homonymes, voir Androtion.
Androtion (en grec ancien Ἀνδροτίων) est un historien, politicien et atthidographe grec, né à Athènes vers -410 et mort après -346, contemporain de la Guerre sociale, période pendant laquelle il fut influent.

## Biographie
Élève du rhéteur Isocrate, Androtion acquit une certaine célébrité d’orateur selon les témoignages d’Aristote, et de Démosthène. Durant les troubles sociaux dans sa cité, il fut désigné comme magistrat chargé de gérer certaines taxes. Il proposa une loi, que le peuple athénien jugea illégale. Mis en accusation, il fut condamné au bannissement. Ne pouvant alors rester à Athènes, Androtion partit trouver refuge à Mégare, où il se consacra à l’écriture historique.

## Œuvre
Il est l’auteur d’un ouvrage historique sur l’Attique, en 12 livres. La narration partait des temps légendaires, pour s’achever au IVe siècle av. J.-C. Quelques fragments de son ouvrage subsistent, dont des mesures sur la remise des dettes à Athènes et d’autres qui se rapportent à la vie de Solon. Dans le 2e livre, Androtion racontait les origines de l’ostracisme et son application pour la première fois contre le tyran Hipparque. Aristote dans sa Constitution des Athéniens semble avoir souvent utilisé son ouvrage.

## Sources antiques
- Aristote, Rhétorique (lire en ligne), Livre III, ch. 4
- Élien, Histoires variées [lire en ligne]